# Curse Words
Curse Words — серия комиксов, которую в 2017—2019 годах издавала компания Image Comics.

## Синопсис
Главными героями серии являются злой колдун Визорд и его говорящая коала Маргарет.

## Реакция

### Отзывы критиков
На сайте-агрегаторе рецензий Comic Book Roundup серия имеет оценку 7,7 из 10 на основе 75 отзывов. Джефф Лейк из IGN дал первому выпуску 7 баллов с половиной из 10 и похвалил художника. Этелька Лехоцки из NPR отмечала, что «произведение Соула и Брауна — классическая глупость», которая «существует для того, чтобы развлекать и удивлять читателя, который никогда не мог себе представить, что нечто столь абсурдное вообще можно придумать». Джо Гласс из Bleeding Cool был доволен дуэтом Соула и Брауна, охарактеризовав их комикс так, будто бы Доктор Стрэндж «всё ещё был мудаком после того, как стал героем». Кей Хонда из ComicsVerse присвоила дебюту 95 % и назвала его «динамичным и легко читаемым». Бенджамин Бейли из Nerdist поставил первому выпуску оценку 4,5 из 5; ему понравились цветовые оттенки. Дэвид Брук из AIPT также восторгался рисунками Брауна.

### Продажи
Ниже представлен график продаж сборников комикса за их первый месяц выпуска на территории Северной Америки.